# Lac Garancières
Lac Garancières är en sjö i Kanada.   Den ligger i regionen Mauricie och provinsen Québec, i den sydöstra delen av landet, 300 km norr om huvudstaden Ottawa. Lac Garancières ligger 404 meter över havet. Arean är 4,2 kvadratkilometer. Den sträcker sig 3,6 kilometer i nord-sydlig riktning, och 3,3 kilometer i öst-västlig riktning.
I omgivningarna runt Lac Garancières växer i huvudsak blandskog. Trakten runt Lac Garancières är nära nog obefolkad, med mindre än två invånare per kvadratkilometer.